# Ademar Garcia Filho
Adhemar Garcia Filho (Joinville, 1 de julho de 1935) foi um advogado e político brasileiro.

## Vida
Filho de Adhemar Garcia e de Iná Jardim Garcia. Foi casado com Maria de Nazareth de Queiroz Garcia. Faleceu dia 29 de março de 2022, aos 86 anos. O velório aconteceu em Florianópolis.

## Carreira
Foi deputado à Assembleia Legislativa de Santa Catarina na 6ª legislatura (1967 — 1971) e na 7ª legislatura (1971 — 1975), eleito pela Aliança Renovadora Nacional (ARENA); Presidente das Centrais Elétricas de Santa Catarina (CELESC)
Em Joinville, Ademar Garcia Filho fez 1.461 votos nas eleições municipais de 1958, sendo eleito vereador para integrar 4ª Legislatura (1959-1962).